# Аполония Илирийска
Вижте пояснителната страница за други значения на Аполония.
Аполония Илирийска е античен древногръцки град-пристанище в Южна Албания, разположен на морския път от Коринт покрай Корфу на север. Градът е основан през 588 г. пр.н.е. на десния бряг на река Вьоса на 10 km от устието ѝ в Адриатическо море.
Аристотел съобщава (IV в. пр.н.е.), че Аполония е управлявана от олигархичен режим, който сече собствени монети и търгува с роби-илири. През 214 г. пр.н.е. за власт над града се борят Рим и Македония. Битката е спечелена от римляните. В римско време Аполония е крепост и търговски център, от който тръгва в североизточна посока южният ръкав на военния път Виа Егнация. В края на Античността Аполония, подобно на съседния Билис, опустява, а градският областен център се измества към съседна Валона.
По време на Първата световна война австро-унгарците започват археологически разкопки в района, продължени от френски археолози след създаването на Албания. Разкопките разкриват храм и театър от 6 век пр.н.е., както и антични улици, мозайки и др. Археологическите експонати от Аполония се съхраняват в Археологическия музей в Тирана.